# Lille Triangel
Lille Triangel er en plads på Østerbro i København, knap 500 m sydøst for Trianglen. Her løber gaderne Østerbrogade, Dag Hammarskjölds Allé, Classensgade, Øster Farimagsgade og Øster Søgade sammen. Pladsnavnet er uofficielt, og bygningerne har gadernes adresser. Etageejendommen Dag Hammarskjöld Alle 38 hedder Lille Triangel, lige som busstoppestederne.
Ved hjørnet Østerbrogade og Øster Søgade ligger Sortedams Sø. Ved hjørnet Dag Hammarskjölds Allé og Øster Farimagsgade ligger hovedindgangen til Holmens Kirkegård. Her stod i mange år et mindesmærke for den danske præst og dyreværnsforkæmper Laurids Smith med en lang inskription og en skulptur af en hund. Mindesmærket, der flere gange er fornyet af Dyrenes Beskyttelse, står nu på kirkegården.
På hjørnet af Øster Farimagsgade og Øster Søgade stod fra 1896 til 1973 en telefonkiosk, designet af arkitekt Fritz Koch. Den blev pakket ned, for at blive flyttet til det nyrenoverede Gabelstorv i Aalborg i 2010.